# Cidaroida
Cidaroida — єдиний сучасний ряд морських їжаків підкласу неправильних (Perischoechinoidea). Всі інші ряди підкласу були примітивнішими та вимерли протягом мезозою.

## Класифікація
- Родина Anisocidaridae Vadet, 1999 †
- Надродина Cidaridea Gray, 1825
  - Родина Cidaridae Gray, 1825
  - Родина Ctenocidaridae Mortensen, 1928a
  - Родина Paurocidaridae Vadet, 1999a †
- Родина Diplocidaridae Gregory, 1900 †
- Родина Heterocidaridae Mortensen, 1934 †
- Надродина Histocidaroidea Lambert, 1900
  - Родина Histocidaridae Lambert, 1900
  - Родина Psychocidaridae Ikeda, 1936
- Родина Miocidaridae Durham & Melville, 1957 †
- Родина Polycidaridae Vadet, 1988 †
- Родина Rhabdocidaridae Lambert, 1900 †
- Родина Serpianotiaridae Hagdorn, 1995 †
- Родина Triadocidaridae Smith, 1994c †